# Леггетт, Энтони Джеймс
Сэр Э́нтони Джеймс Ле́ггетт (англ. Anthony James Leggett; род. 26 марта 1938, Лондон) — британо-американский физик, нобелевский лауреат 2003 года, видный специалист в теории физики низких температур. Доктор, профессор Иллинойсского университета, где числится с 1983 года. Член Лондонского королевского общества (1980), Американского философского общества (1991), Национальной академии наук США (1997), иностранный член Российской академии наук (1999).
Своими работами Леггетт положил основание исследованию квантовой физики макроскопических диссипативных систем и использованию конденсированных систем для проверки основ квантовой механики.
Степени MA, DPhil, DSc получил в Оксфорде. С 1983 года преподаёт в Университете Иллинойса, ныне профессор физики.
Обладает двойным, британско-американским гражданством. Является членом Американской академии искусств и наук (1996), Американского физического общества, Американского института физики и почётный член Института физики (Великобритания).
Почётный член оксфордского Баллиол-колледжа.
В 2016 году подписал письмо с призывом к Greenpeace, Организации Объединённых Наций и правительствам всего мира прекратить борьбу с генетически модифицированными организмами (ГМО).

## Награды и отличия
- Maxwell Medal and Prize (1975)[9]
- Премия Фрица Лондона (1981)
- Мемориальная премия Саймона (1981)
- Медаль Дирака от британского Института физики (1992)
- Премия Джона Бардина (1994)
- Премия Вольфа по физике (2002/2003)
- Нобелевская премия по физике (2003) (совместно с А. А. Абрикосовым и В. Л. Гинзбургом) «за создание теории сверхпроводимости второго рода и теории сверхтекучести жидкого гелия-3»
- Рыцарь-командор ордена Британской империи (2004) — «за заслуги в физике»
- Шрёдингеровская лекция, Венский центр квантовой науки и технологии (2011)